# Attisz

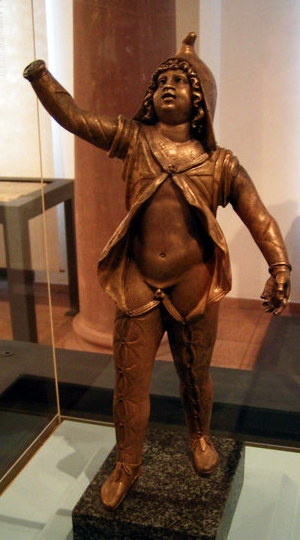
Attisz bronzszobra

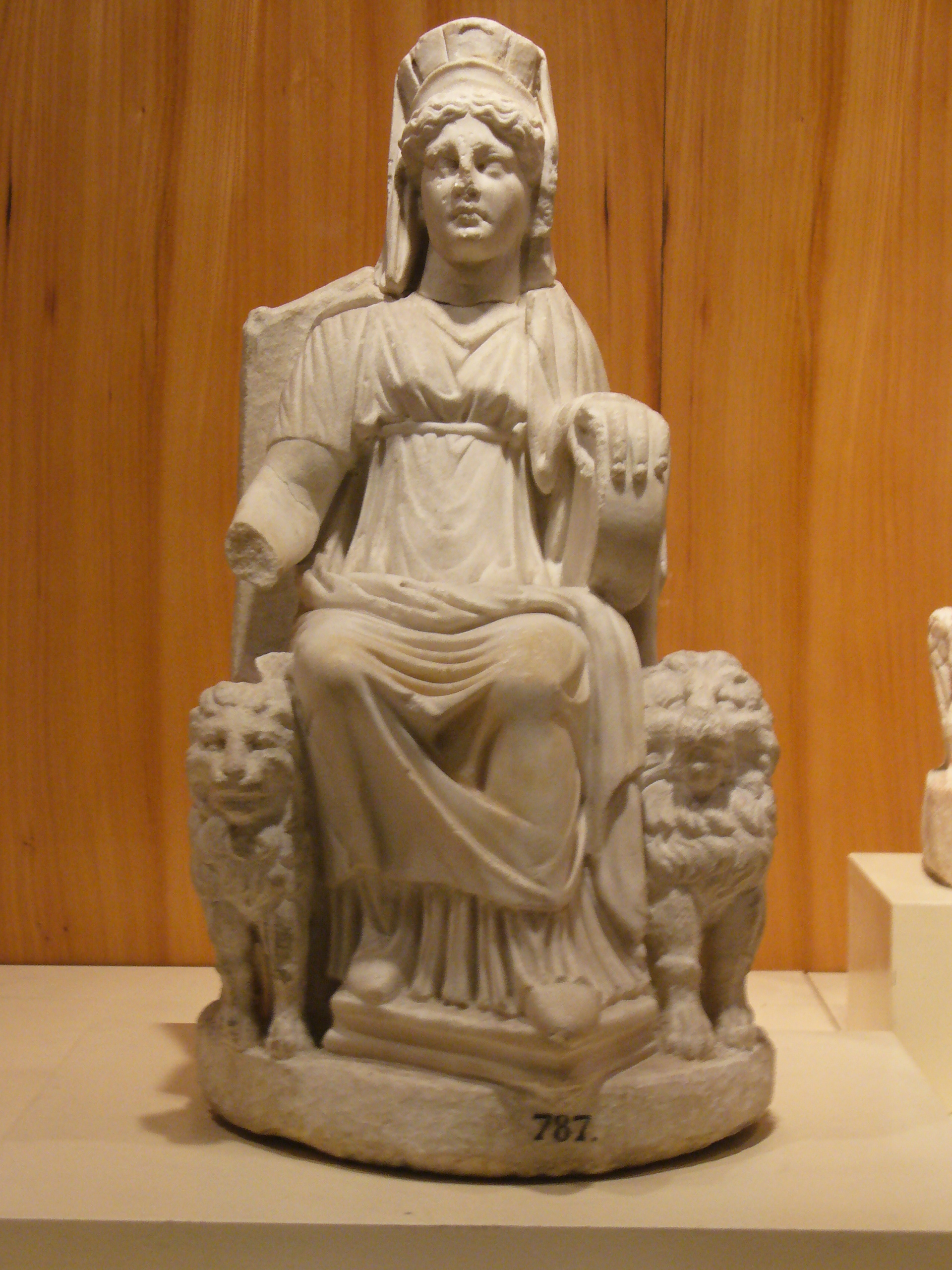
Kübelé

Attisz (görögül: Ἄττις) a görög mitológiában phrügiai eredetű istenség, amely Kübelé (Kubaba vagy Dindümené), a föld termékenységi erejét adó Nagy Istenanya orgiasztikus kultuszával kapcsolatos.

## Származása
Eredetileg szíriai istenség, neve Ate. Astarté mítoszaiban tűnik fel.
Attisz származása homályos. Részletes története két változatban Pauszaniasznál található meg; Attisz egy bizonyos phrüg ember fia, aki ifjúkorától nemzésre képtelen. A Nagy Istenanya (Magna Mater) tiszteletére ünnepi orgiákat vezet be Lüdia tartományban, de egy Zeusz által rászabadított vadkan megöli. Egy másik monda szerint Attisz a kétnemű Agdisztisz isten (a Nagy Anya pesinuntei elnevezése, az Atargatisz egy változata) és a Szangariosz folyó lányának gyermeke. Rendkívüli szépségű ifjú, akibe Agdisztisz is beleszeret, és megakadályozza Attisz egybekelését egy királylánnyal. Attisz tébolyában férfiatlanítja magát, és meghal. A bűnbánó Agdisztisz arra kéri Zeuszt, hogy Attisz holtteste örökké maradjon fiatal, és soha ne rothadjon el. Véréből tavaszi virágok és fák fakadnak. Megint más források szerint Attisz Kübelé kedvence, templomának őrzője; megszegte nőtlenségi fogadalmát, mert beleszeretett egy nimfába. Kübelé megöli a nimfát, őrületbe hajszolja Attiszt, az pedig megcsonkítja magát.

## Kultusza
Attisz isteni tiszteletben részesült az egész görög világban, és kultuszát a Nagy Anyáéval együtt i. e. 204-ben Róma is átvette. Attisz kultuszában a termékenység mámora az aszketikus önmérséklettel párosul, melyek egyaránt jellemzik a természet elemi erőit féken tartó Kübelét.